# Huascata
Huascata es una urbanización popular ubicada en el distrito de Chaclacayo, departamento de Lima, Perú.

## Localización y ubicación
Huascata se localiza a 11° 59' Latitud Sur, 76° 49' Longitud Oeste, a la altura del km 18.5 de la Carretera Central en el distrito de Chaclacayo, departamento de Lima.

## Historia
Creada en los años 70, como parte del movimiento de barriadas que tuvo lugar en los alrededores de la ciudad capital. Su nombre proviene del ex fundo (que perteneció a la familia Poppe), el mismo que había que atravesar para llegar desde la Carretera Central. La historia de Huascata está ligada a la de los Misioneros montfortianos, a quienes les fue cedido un terreno para la construcción de la actual iglesia San Juan Bautista. Estos a su vez, apoyaron al pueblo en aquellos primeros años, mediante la canalización de ayuda extranjera para las diferentes necesidades de la emergente población, y cuyo punto culminante ha sido el aporte económico para la construcción del Instituto Superior Tecnológico Misioneros Monfortianos.
El buen clima y la tranquilidad añorada luego de la agitada celebración por el Año Nuevo se encuentra a solo 30 kilómetros del Centro de Lima. Se trata de Chaclacayo, un distrito bendecido con un sol permanente que tiene por principal atractivo sus amplios centros de esparcimiento, sus hospedajes campestres de todo precio y el Parque Central, que goza de una amplia dinámica cultural.
A solo 45 minutos del centro de la ciudad, en colectivo o en ómnibus, se podrá apreciar la vasta naturaleza de Chaclacayo, tan aprovechada por turistas y por los mismos capitalinos que se reúnen en los clubes campestres, a veces en cualquier lindero de este distrito, para realizar parrilladas y pachamancas. Y es que Chaclacayo une a grandes y chicos y, sobre todo, es un buen lugar para empezar el año junto a la familia.
Precisamente en enero, desde las alturas de los cerros de Huascata, se pueden apreciar muchos distritos de Lima, el Callao y las islas de San Lorenzo y del Frontón. El mejor momento para poder ver el mar se da en las horas de la tarde y desde las 2.00 p. m. se puede ver un atardecer espectacular.

## Deportes
Entre los principales clubes sociales peruanos que tienen una sede en este distrito destaca el Club Tenis Las Terrazas (que tiene aquí su sede de campo), el Country Club Los Cóndores, el Club De Leones, el Rotary Club y El Sol de Chaclacayo.

## Espacios
Dentro de los lugares más atractivos para visitar en Chaclacayo son sin duda el Parque Central que en la década de los 90 sufriera una importante modificación. Este Parque Central se caracteriza por su amplia dinámica de eventos en fechas claves durante todo el año complementado con su tradicional comercio como restaurantes, bodegas, panadería, bares, entre otros. Cuenta variados servicios alrededor del mismo.

## Población
Actualmente Huascata tiene más de 4000 habitantes. (Presidencia del Perú)